# Wiston Castle
Wiston Castle (walisisch Castell Cas-wis) ist eine Burgruine in Pembrokeshire in Wales. Die als Kulturdenkmal der Kategorie Grade I klassifizierte und als Scheduled Monument geschützte Ruine gilt als eine der am besten erhaltenen Burgen vom Typ einer Motte in Wales.

## Geschichte
Zur Absicherung der anglonormannischen Herrschaft holte der englische König Heinrich I. flämische Kolonisten nach Südwales. Eine Gruppe dieser Siedler unter Führung eines Wizo (walisisch Gwys) errichtete um 1120 die Siedlung und Kirche Wiston zur Sicherung der Nordgrenze von Pembrokeshire. Die Siedlung befand sich vermutlich ursprünglich innerhalb der Vorburg der Motte, die Wizo errichten ließ. Wizo gründete später in Lanarkshire in Schottland eine weitere flämische Kolonie.
1147 wird die Burg von den Walisern unter Führung von Hywel ab Owain, Maredudd und Cadell ap Gruffydd erobert. Wizos Sohn Walter FitzWiz kann die Burg jedoch rasch zurückerobern. Ein weiteres Mal wird die Burg 1193 von Hywel Sais, einem Sohn von Lord Rhys erobert, wobei der Burgherr Philip FitzWiz und seine Familie gefangen genommen werden. Die Flamen können die Burg jedoch schon 1195 zurückerobern. Burg und Siedlung fallen an John Wogan. 1220 erobert der Fürst von Gwynedd, Llywelyn ap Iorwerth die Burg und brennt sie und die Siedlung nieder. William Marshal erneuert die Burg, aus dieser Zeit stammt vermutlich der steinerne Keep auf dem Gipfel der Motte. Die Burg wird jedoch nicht weiter ausgebaut, und die Siedlung wird außerhalb der Vorburg neu errichtet. Der Sitz der Baronie wird schließlich im 13. Jahrhundert in das nahe gelegene Picton Castle verlegt. Wiston Castle wird noch bis ins 14. Jahrhundert bewohnt, dann jedoch verlassen. Im 16. Jahrhundert errichtet eine Nebenlinie der Familie Wogan ein kleines Herrenhaus östlich der Burg. Im 18. Jahrhundert wird die Ruine als Teil des Parks des Herrenhauses gestaltet.
Heute wird die Ruine von Cadw verwaltet und ist ganzjährig frei zugänglich.

## Anlage
Die Ruine liegt am nordöstlichen Rand des Dorfes Wiston bei Haverfordwest. Sie besteht aus einem mächtigen Burghügel und der südlich davon gelegenen ovalen Vorburg. Der Gipfel der etwa 9 m hohen Motte hat etwa 18 m Durchmesser und wird von der Ruine eines runden Shell Keep gekrönt, der zu Beginn des 13. Jahrhunderts oder vermutlich nach 1220 errichtet wurde. Der einfache Eingang zum Keep befindet sich an der Südseite. Die Vorburg wurde vermutlich auf den Resten eines eisenzeitlichen Ringwalls errichtet und misst etwa 130 mal 90 m. Sie ist noch von einem gut erhaltenen Wall umgeben, der von Kastanien aus dem 18. Jahrhundert umgeben ist. Von den vermutlich hölzernen Gebäuden und Befestigungen der Vorburg sind keine Reste erhalten.